# The Deadfaced Dimension
The Deadfaced Dimension è il quarto album in studio realizzato dal disc jockey e produttore discografico olandese Angerfist.

## Tracce
Disco 1
1. The Invasion (Intro)
2. Strange Man in Mask
3. The Deadfaced Dimension (con MC Nolz)
4. Outta Control (con Evil Activities, E-Life)
5. Knock Knock
6. Bad Attitude
7. Temple of Disease (Tha Playah Remix)
8. Santiago (con Miss K8)
9. Shadowman (con Decipher, Shinra)
10. Street Fighter
11. Just Like Me (con Tha Playah; feat. MC Jeff)
12. Wake Up Fucked Up (con Negative A)
13. Vato (Hardbouncer Remix)
14. Messing with the Wrong Man

Disco 2
1. From the Blackness
2. Necroslave (N-Vitral Remix)
3. Don't Fuck with Me
4. Messenger of God (con Radical Redemption)
5. Relinquish (con Lowroller)
6. Odious (con Outblast) (State of Emergency Remix)
7. Claim You (con Dyprax)
8. Burn This MF Down
9. Take U Back (Mad Dog Remix)
10. Dirty Man (con Tieum)
11. Get MF Raw (con MC Jeff)
12. Bloodshed (con Unexist; feat. Satronica)
13. Fresh with the Gargle (con Crucifier) (Partyraiser Remix)
14. The People Got a Choice (con Drokz)

Disco 3
1. Mindscape (con Predator)
2. When You're Gone (con Radical Redemption)
3. Carnival of Doom (dei Supreme Team)
4. The Desecrated
5. New World Order (con Miss K8)
6. Pagans (con Lowroller)
7. Bring the Pain (con Noize Suppressor)
8. Slice Em Up (con Tieum; feat. MC Nolz)
9. Immortal (con Hellsystem)
10. Full Gentle Racket
11. Reason to Hate (con Radium)
12. Chaos & Evil (Andy the Core Remix)
13. Inframan (con Dr. Peacock)
14. Deathmask (con Drokz) (Tripped Remix)